# Lophiotoma panglaoensis
Lophiotoma panglaoensis é uma espécie de gastrópode do gênero Lophiotoma, pertencente a família Turridae.